# Justin Keenan
Justin Anthony Keenan (Grand Rapids, Míchigan, Estados Unidos, 2 de mayo de 1988) es un jugador profesional de baloncesto estadounidense que se desempeña como ala-pívot en Halcones Xalapa de la LNBP de México.

## Trayectoria
Natural de Grand Rapids, Keenan se formó en la Universidad de Frerris State, donde completó su ciclo universitario (2007-2011). A pesar de su destacada última temporada como universitario, Keenan no fue seleccionado en el Draft de la NBA de 2011.
[actualizar]
En agosto de 2023 es presentado con los Halcones Xalapa de la LNBP en México. 

## Premios
- LNB Mejor Sexto Hombre (2017-18)[3]
- LNBP Jugador del año (2016-17)[4][5]
- LNBP Líder puntos (2016-17)
- LNBP Jugador más valioso extranjero (2016-17)
- LNBP Equipo ideal - Pívot (2016-17)
- LNBP Campeón (2015-16)[6]
- Liga de las Américas Líder puntos (2015)[7]
- LNBP Centro del año (2014-15)[8]
- LNB Líder puntos convertidos (2013-14)
- LNB Líder valoración (2013-14)
- BSN Líder puntos (2013-14)
- LUB Líder puntos (2012-13)[9]

## Estadísticas
| † | Denota temporadas en las que Keenan ganó un Campeonato |
| * | Líder de la liga                                       |

#### Universidad
| Año     | Equipo       | PJ | PT | MPP  | %TC  | %3P  | %TL  | RPP | APP | ROB | TPP | PPP  |
| ------- | ------------ | -- | -- | ---- | ---- | ---- | ---- | --- | --- | --- | --- | ---- |
| 2007-08 | Ferris State | 29 | 27 |      | .539 |      | .778 | 6.9 |     |     |     | 15.9 |
| 2008-09 | Ferris State | 26 | 25 | 30.8 | .546 | .200 | .759 | 7.3 | 1.1 | 1.2 | 0.5 | 20.2 |
| 2009-10 | Ferris State | 29 | 29 | 30.8 | .551 | .100 | .689 | 6.9 | 1.1 | 1.2 | 0.4 | 20.1 |
| 2010-11 | Ferris State | 32 | 32 | 33.0 | .553 | .500 | .685 | 9.7 | 1.3 | 0.8 | 0.3 | 21.6 |

#### Temporada regular
| Año      | Equipo                            | PJ | PT | MPP  | %TC  | %3P  | %TL  | RPP  | APP  | ROB  | TPP  | PPP    |
| -------- | --------------------------------- | -- | -- | ---- | ---- | ---- | ---- | ---- | ---- | ---- | ---- | ------ |
| 2011-12  | Institución Atlética Larre Borges | 29 |    | 36.9 | .570 | .375 | .790 | 11.2 |      |      |      | 23.0*  |
| 2011-12  | Panteras de Miranda               | 2  | 2  | 29.0 | .444 | .000 | .833 | 6.00 | 1.00 | 1.50 | 0.00 | 10.50  |
| 2012-13  | Club Trouville                    | 38 |    | 30.9 | .540 | .350 |      | 9.2  | 1.7  | 1.3  |      | 26.3*  |
| 2012-13  | Capitanes de Arecibo              | 4  | 1  | 24.2 | .556 | .000 | .647 | 8.00 | 0.00 | 0.50 | 0.75 | 12.75  |
| 2012-13  | Caciques de Humacao               | 3  | 3  | 22.0 | .450 | .000 | .579 | 9.00 | 1.00 | 1.33 | 0.33 | 9.67   |
| 2013-14  | La Unión de Formosa               | 44 | 44 | 32.3 | .521 | .481 | .766 | 8.50 | 0.95 | 0.68 | 0.14 | 20.05  |
| 2013-14  | Maratonistas de Coamo             | 29 | 29 | 35.1 | .488 | .260 | .773 | 7.83 | 1.66 | 0.83 | 0.24 | 22.17* |
| 2014-15  | Pioneros de Quintana Roo          | 53 | 53 | 25.3 | .624 | .378 | .734 | 6.64 | 1.09 | 0.55 | 0.17 | 18.00  |
| 2014-15  | Maratonistas de Coamo             | 24 | 14 | 25.8 | .536 | .240 | .796 | 6.21 | 1.04 | 0.79 | 0.25 | 15.96  |
| 2015     | Pioneros de Quintana Roo          | 8  | 8  | 28.5 | .602 | .364 | .711 | 7.00 | 1.25 | 0.75 | 0.12 | 19.25* |
| 2015-16† | Pioneros de Quintana Roo          | 52 | 42 | 20.1 | .594 | .344 | .791 | 5.10 | 1.19 | 0.90 | 0.10 | 13.10  |
| 2015-16  | Indios de Mayagüez                | 11 | 9  | 20.8 | .492 | .500 | .818 | 3.82 | 0.55 | 0.45 | 0.09 | 8.36   |
| 2016-17  | Soles de Mexicali                 | 50 | 50 | 31.5 | .587 | .408 | .794 | 7.74 | 1.94 | 1.10 | 0.24 | 24.10* |
| 2016-17  | Atléticos de San Germán           | 41 | 39 | 28.2 | .489 | .333 | .778 | 5.37 | 2.37 | 0.66 | 0.29 | 15.12  |
| 2017     | Soles de Mexicali                 | 6  | 6  | 31.4 | .513 | .400 | .844 | 8.00 | 2.33 | 0.50 | 0.00 | 21.00  |
| 2017-18  | Club San Martín de Corrientes     | 55 | 3  | 22.2 | .502 | .321 | .768 | 4.65 | 0.65 | 0.71 | 0.11 | 15.96  |
| 2017-18  | Santeros de Aguada                | 12 | 12 | 26.8 | .576 | .471 | .844 | 5.25 | 1.58 | 0.83 | 0.08 | 17.17  |
| 2017     | Club San Martín de Corrientes     | 3  | 1  | 20.3 | .524 | .000 | .667 | 4.33 | 0.33 | 0.33 | 0.00 | 11.33  |
| 2018-19  | Akita Northern Happinets          | 53 | 52 | 30.2 | .499 | .396 | .785 | 8.7  | 1.5  | 1.3  | 0.1  | 22.8   |
| 2019–20  | Akita Northern Happinets          | 26 | 26 | 28.5 | .482 | .348 | .815 | 6.8  | 2.2  | 1.9  | 0.2  | 21.1   |
| 2020-21  | Gunma Crane Thunders              | 51 | 2  | 22.5 | .546 | .338 | .766 | 6.2  | 2.4  | 0.6  | 0.1  | 17.2   |